# Rubkow
Rubkow er en by og kommune i det nordøstlige Tyskland, beliggende i Amt Züssow i den nordlige del af Landkreis Vorpommern-Greifswald. Landkreis Vorpommern-Greifswald ligger i delstaten Mecklenburg-Vorpommern.

## Geografi
Rubkow er beliggende 11 kilometer nord for Anklam og 31 kilometer sydøst for landkreisens administrationsby Greifswald. Nord og øst for kommunen ligger store sammenhængende skovområder. Ud over Buggower See i Seetannen-skoven, findes ikke andre søer end små damme og kær i kommunen. Landskabet er bølget, men der er kun få steder over 35 moh. Højeste punkt er en bakke på 38 moh. nordvest for Wahlendow.
I kommunen ligger ud over Rubkow, landsbyerne:
- Bömitz
- Buggow
- Daugzin
- Krenzow
- Wahlendow
- Zarrentin

### Nabokommuner
Nabokommuner er byen Wolgast mod nord, Zemitz mod nordøst, byen Lassan mod øst, Murchin mod sydøst, Ziethen mod syd, Klein Bünzow mod vest og Karlsburg mod nordvest.

## Eksterne kilder og henvisninger
- Wikimedia Commons har flere filer relateret til Rubkow

- Kommunens side  på amtets websted